# Parque de España

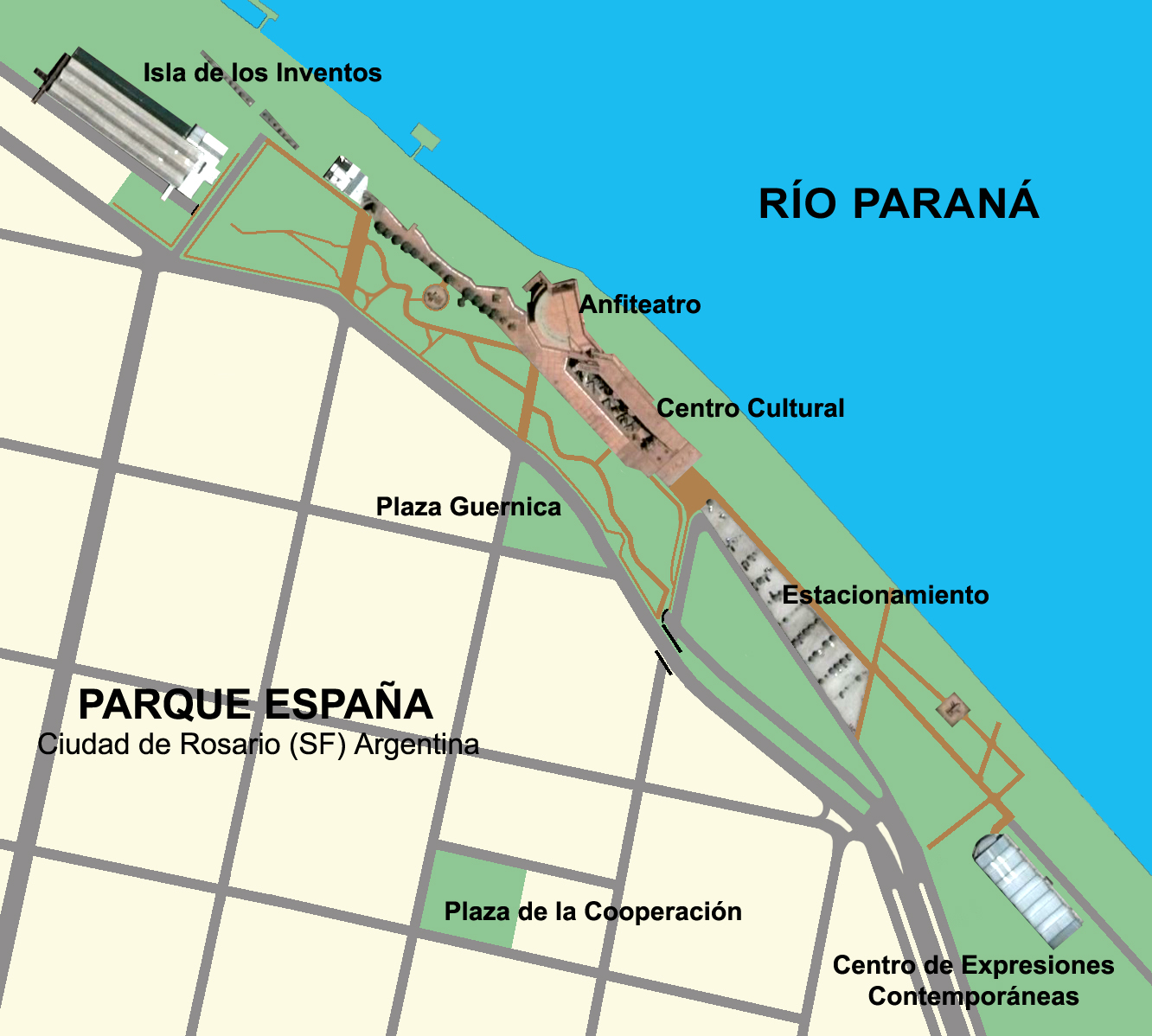
Vista esquemática del Parque de España.

El Parque de España es un complejo urbanístico de Rosario, Argentina. Comprende el parque en sí, un centro cultural de la AECID y el Colegio Internacional Parque España, con 1 ha cubierta, cerca del centro histórico de la ciudad, en la ribera del río Paraná.

## Descripción

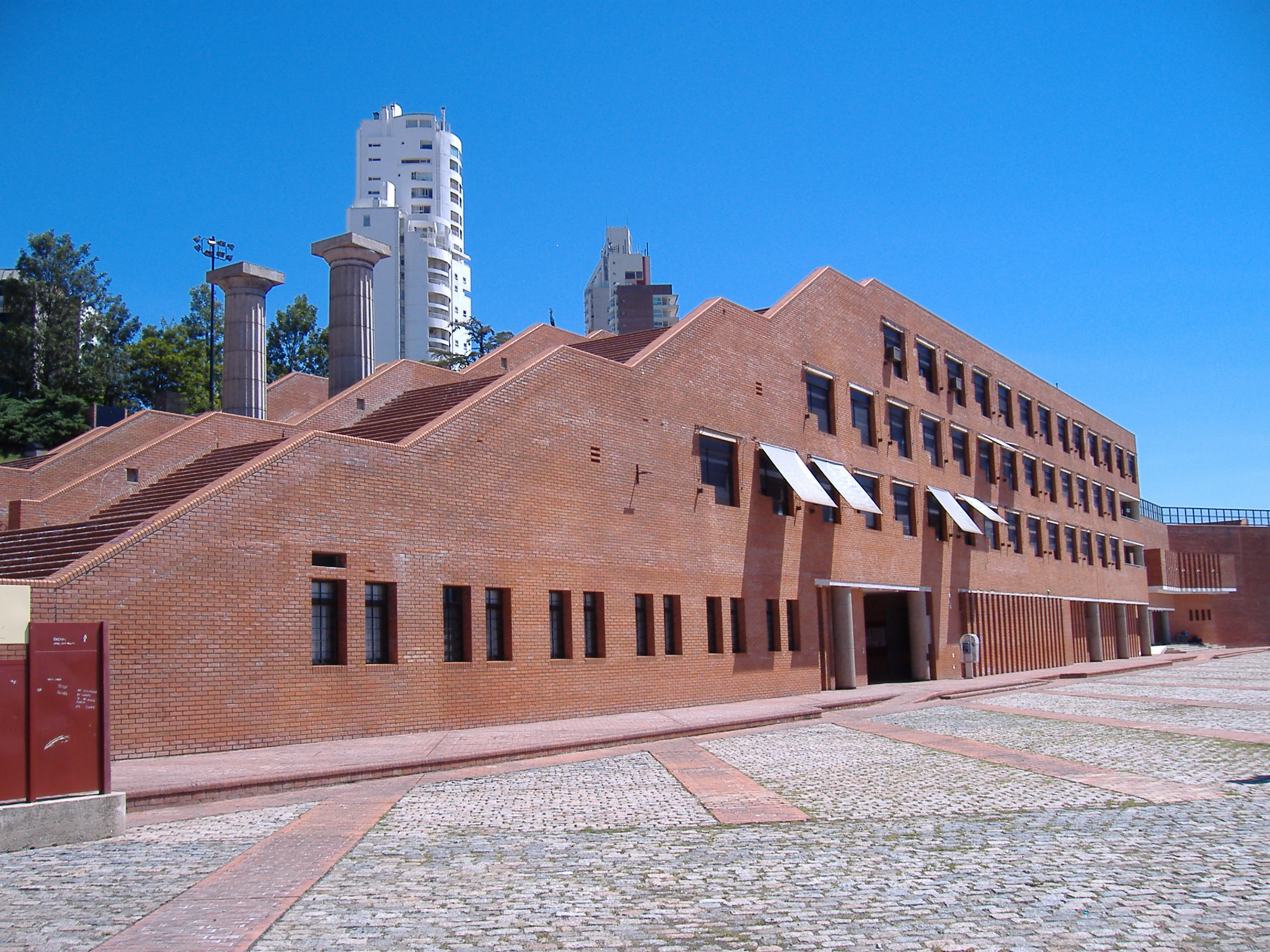
El Centro Cultural.

El parque es un amplio sector aledaño a la línea costera de la barranca del Paraná, con césped y árboles, como pavimentos para pedestres, y un buen lugar de estacionamiento. El centro cultural, al norte del complejo, fue en parte proyectado por el urbanista catalán Oriol Bohigas, e incluye un teatro de 500 butacas, una sala de conferencias, tres galerías de exhibición de arte (dentro de cinco ex túneles ferroviarios del siglo XIX acondicionados y refuncionalizados como galerías de exposición), una hemeroteca y una biblioteca de videos. La fachada sur de la edificación posee una espectacular escalinata que sube los numerosos metros del nivel inferior de la parte baja de la barranca. Allí pueden sentarse 5.000 personas para performances en el parque.
El complejo alberga el "Colegio Internacional" y un "Instituto Superior", establecido por el Ministerio Español de Educación y Ciencias y son dirigidos por funcionarios españoles. El Colegio es propiedad de la Fundación Complejo Parque de España desde el 25 de mayo de 1993. Tiene cursos básicos y avanzados, con la triple orientación Humanidades, Ciencias-Tecnología y Negocios. Los estudiantes reciben el equivalente del sistema español de educación. Anteriormente el complejo cultural y educativo albergó al Centro Asociado de la Universidad Nacional de Educación a Distancia.

## Historia

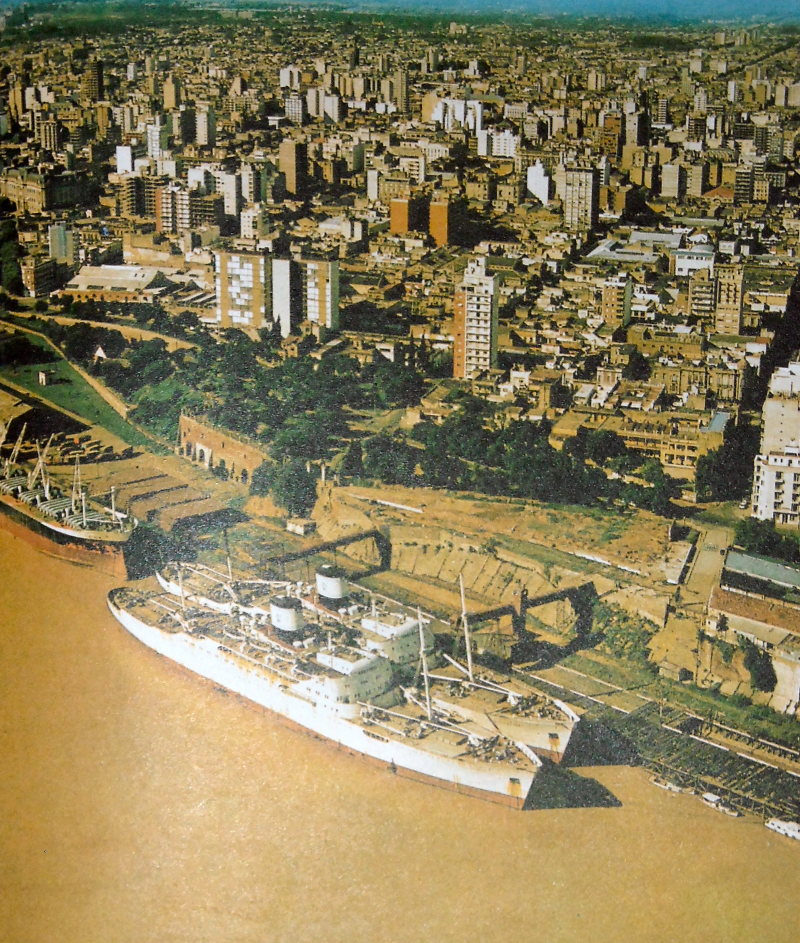
Sector de puerto de Rosario en donde ahora se encuentra el Parque de España (año 1971).

El gobierno español tomó la iniciativa de construir un centro cultural en tierras cedidas por la Municipalidad de Rosario como parte de las celebraciones del 500º aniversario de la Colonización Española en América. El proyecto arquitectónico lo realizó el Estudio Arquitecto Horacio Quiroga y el del sector Paisaje y Vialidad por el Estudio H, ambos de Rosario. El Complejo se inauguró en noviembre de 1992, con la presencia de la infanta Cristina, el presidente de la República y autoridades provinciales y municipales.
A partir de 2002 el CCPE integra la red de Centros en Iberoamérica de la Agencia Española de Cooperación Internacional, lo que constituye para la institución un reconocimiento a la vez que una valiosa oportunidad relacional.
El complejo fue manejado por una fundación constituida por el Gobierno español, la Municipalidad de Rosario y la Federación de Asociaciones Españolas de la provincia de Santa Fe. En 2002, por un nuevo acuerdo, lo hacen el gobierno municipal y la Agencia Española de Cooperación Internacional.
El centro cultural hospedó algunos eventos del Tercer Congreso Internacional de la Lengua Española, en noviembre de 2004.

### El colapso de la barranca de 2005
El 13 de marzo de 2005, a las 12.30, cerca de 500 m² de la sección central del parque (un sendero peatonal de 50 m de longitud de base de concreto y losetas de hormigón) repentinamente colapsó dentro del río Paraná.
Cuatro ocasionales transeúntes cayeron con el alud y recibieron heridas menores. La Municipalidad inmediatamente clausuró un gran perímetro del parque, y tres días después una orden judicial cerró todo el malecón por cuestiones de seguridad. El Presidente de la Nación Néstor Kirchner prometió una remesa de 30 millones de pesos (aproximadamente 10 millones de USD) de fondos nacionales para reparaciones, y en agosto de 2008 se dio comienzo a la obra.

### Rehabilitación de los muelles en 2010
El 20 de junio de 2010, con motivo de la celebración del Día de la Bandera, la presidenta Cristina Fernández de Kirchner visitó la ciudad, y junto con el gobernador Hermes Binner y el Intendente Miguel Lifschitz, habilitaron oficialmente las obras de remodelación integral de los muelles, pagada con fondos federales.
En 2015, la Secretaría General Iberoamericana (Segib) y el Ministerio de Asuntos Exteriores y de Cooperación de España firmaron un acuerdo conforme al que se comprometía “el aprovechamiento de dichas infraestructuras por parte de los Estados miembros de la Comunidad Iberoamericana de Naciones, para la realización de actividades concretas de cooperación y promoción cultural”.

### El colapso de la barranca de 2021
El 23 de julio de 2021, debido a la bajante del río Paraná, las barrancas del parque España volvieron a colapsar en la zona cercana a la entrada del teatro Príncipe de Asturias.

## Reconocimientos
En 2012, por su aporte a las artes, el parque, sus diseñadores, inversores y legisladores que fomentaron el complejo, recibieron un Premio Konex.

## Galería de imágenes

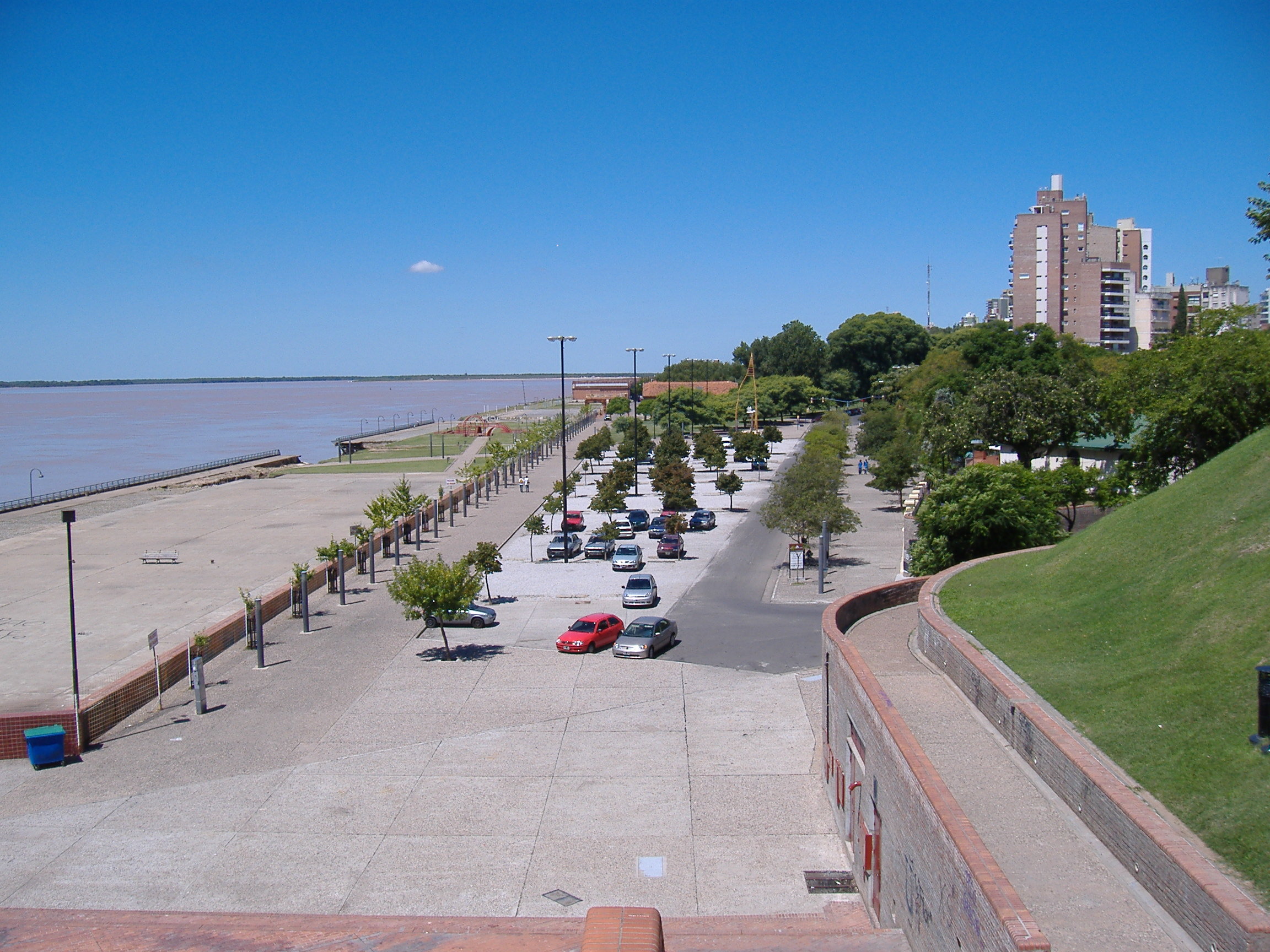
Parque de España, desde las escalinatas del Centro Cultural
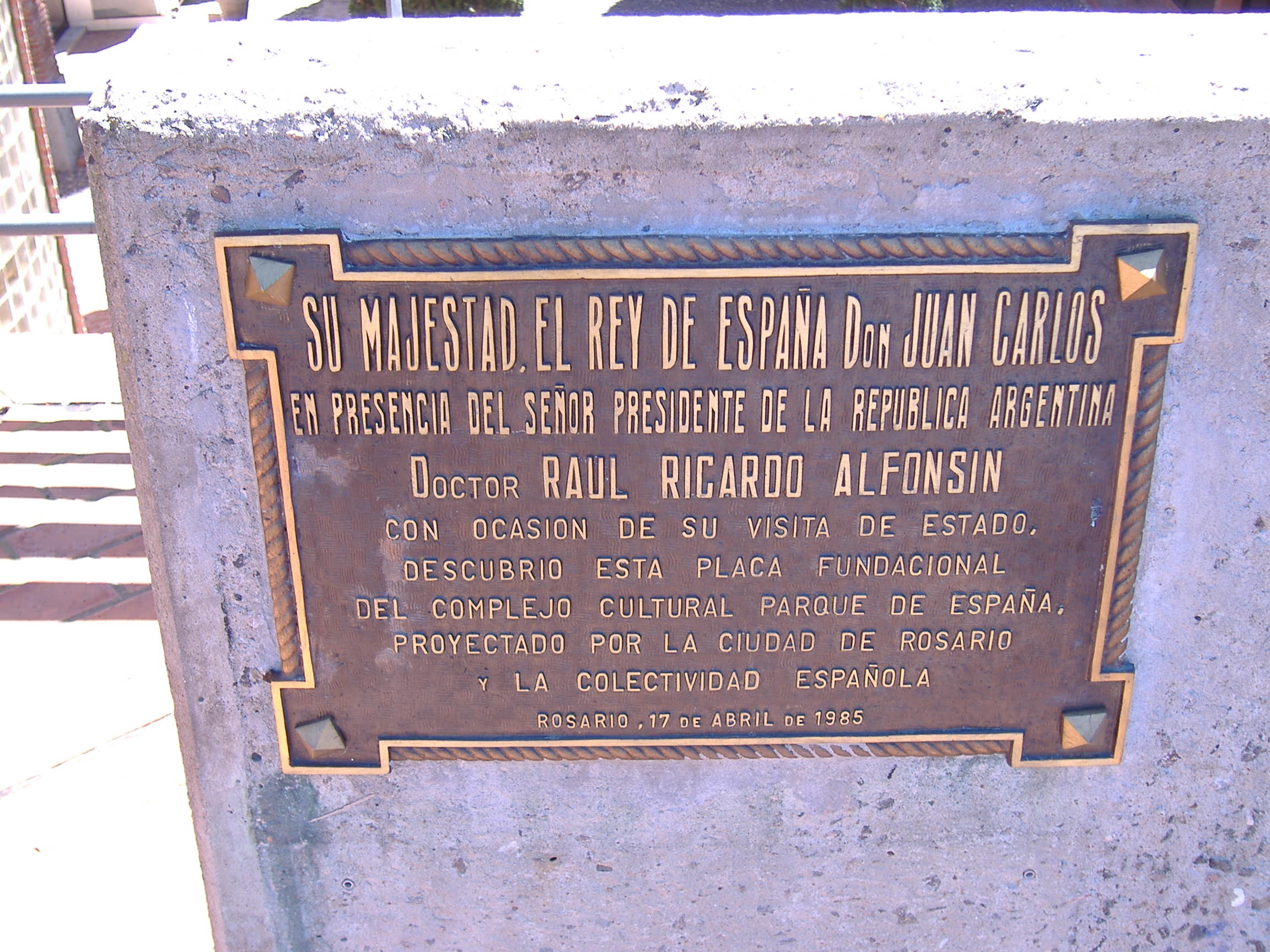
Placa fundacional del Complejo Parque España
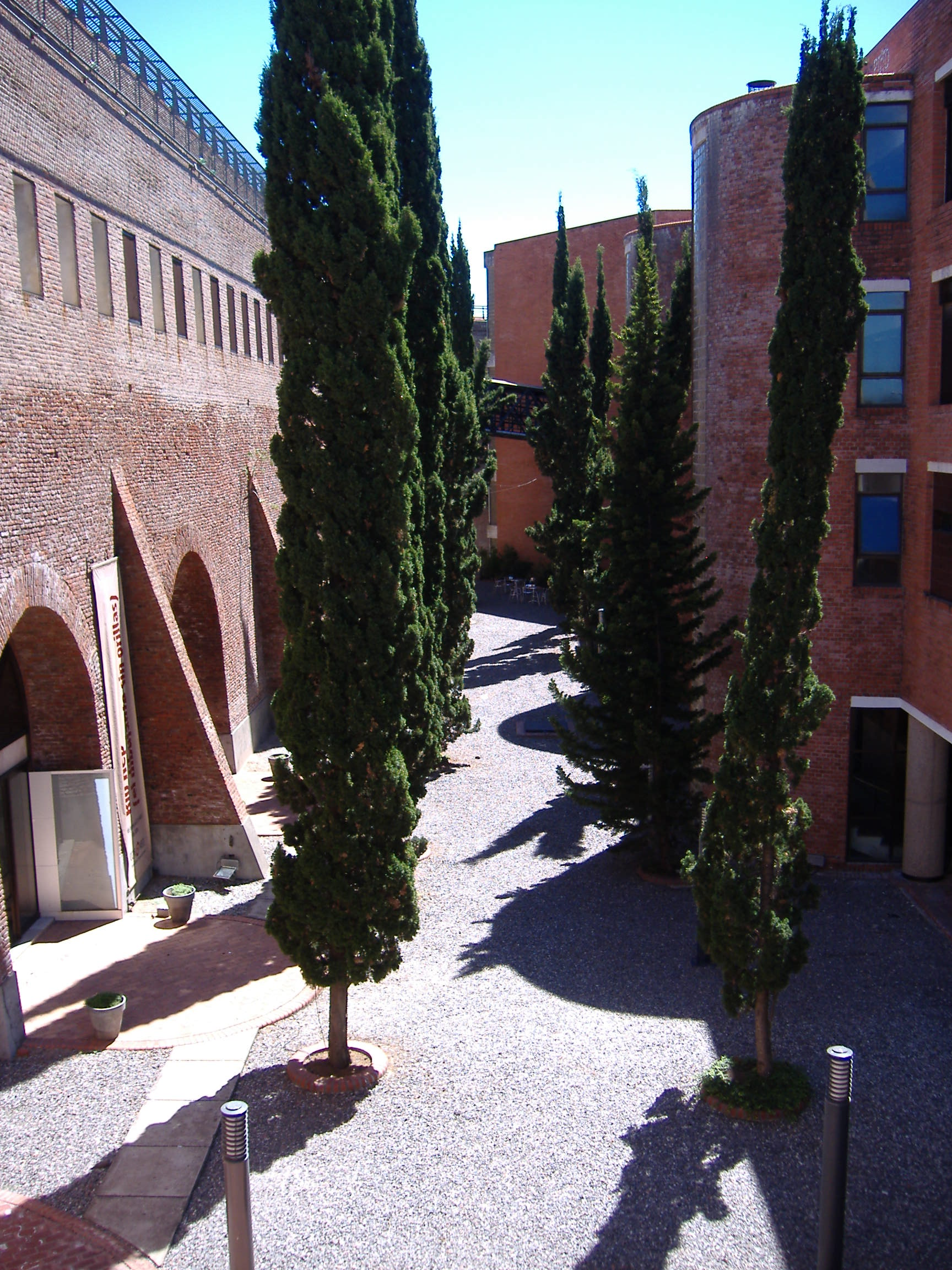
Vista interior del centro cultural
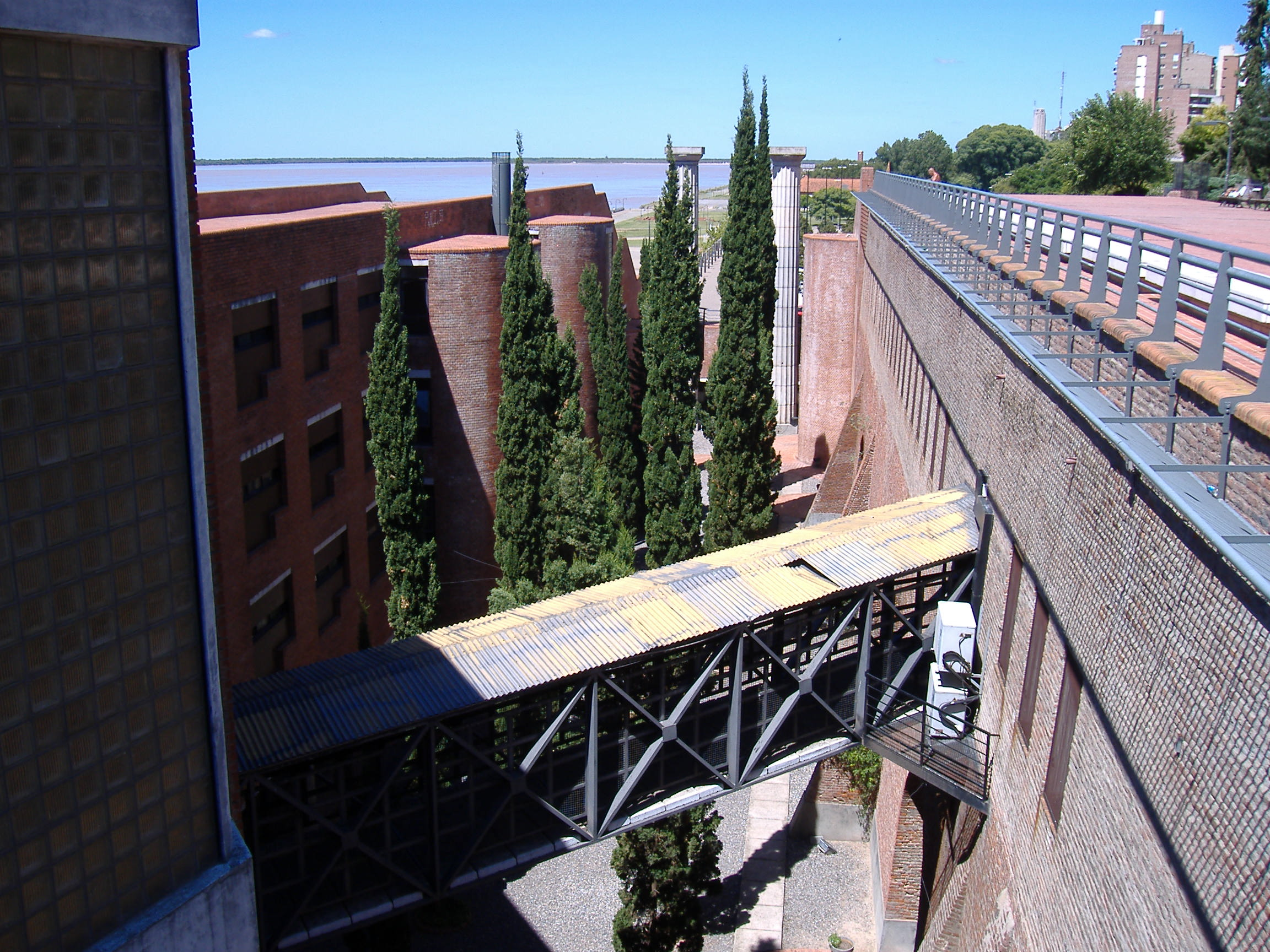
Otra vista interior
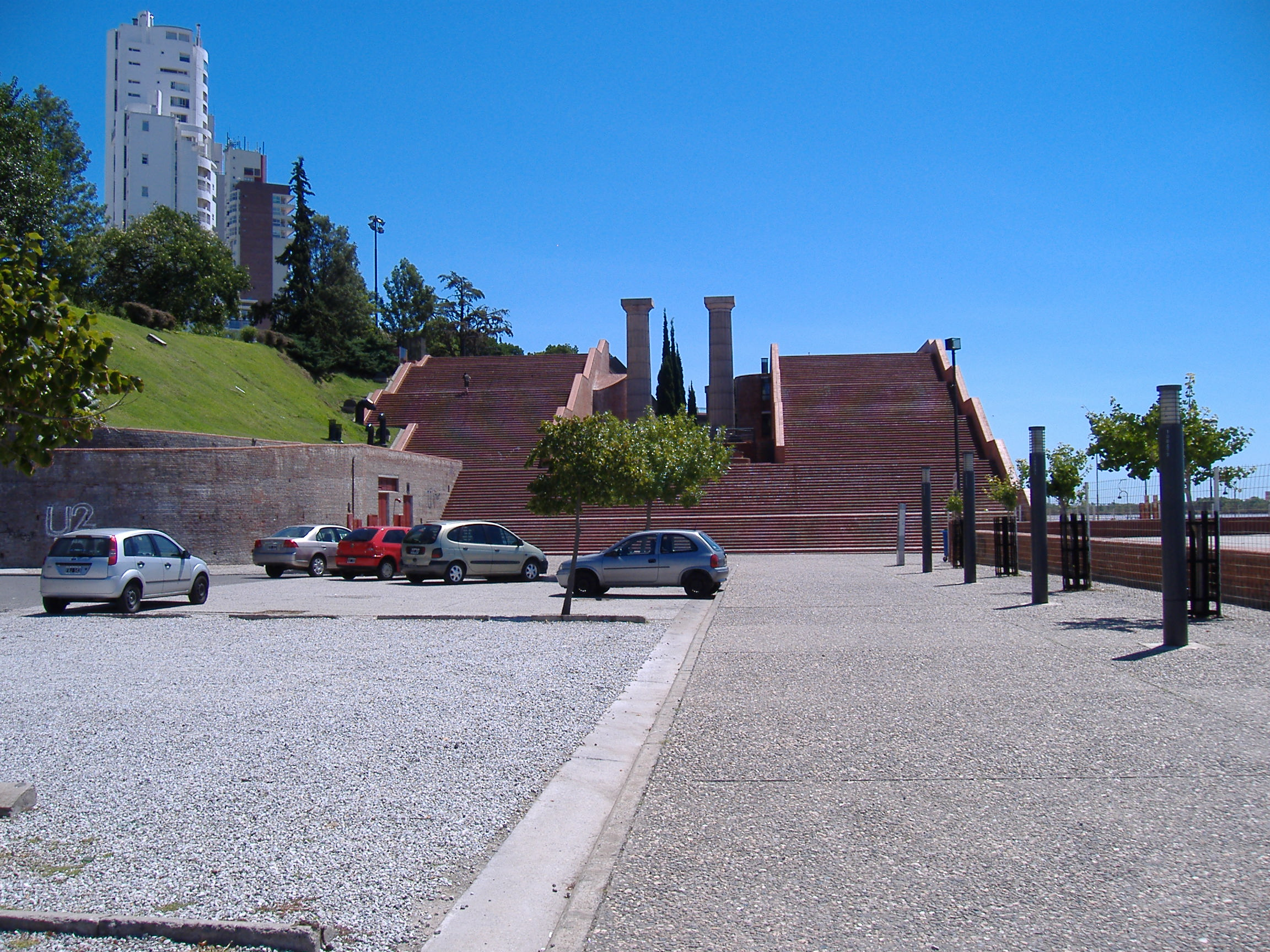
Vista general
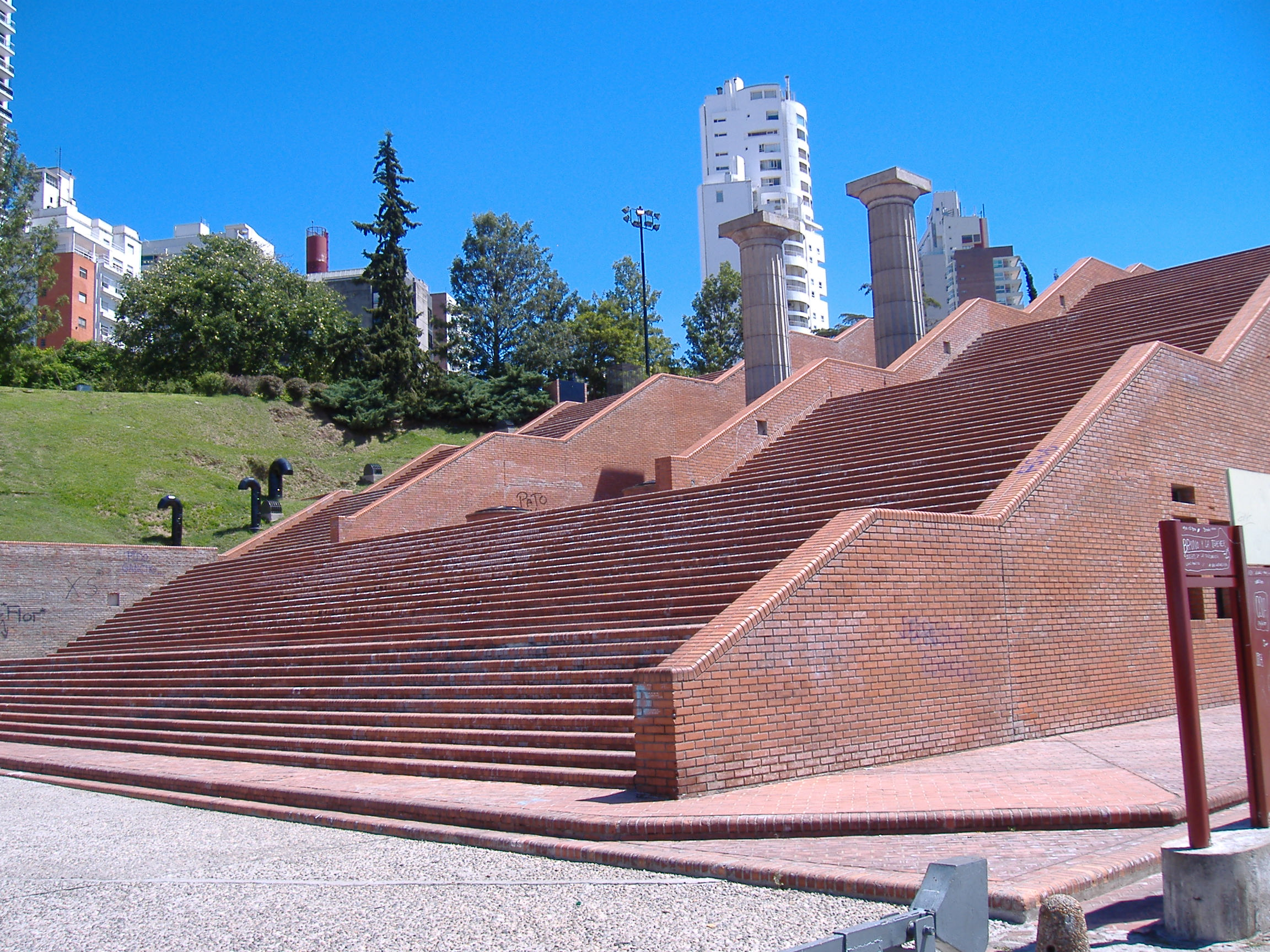
La gran escalinata
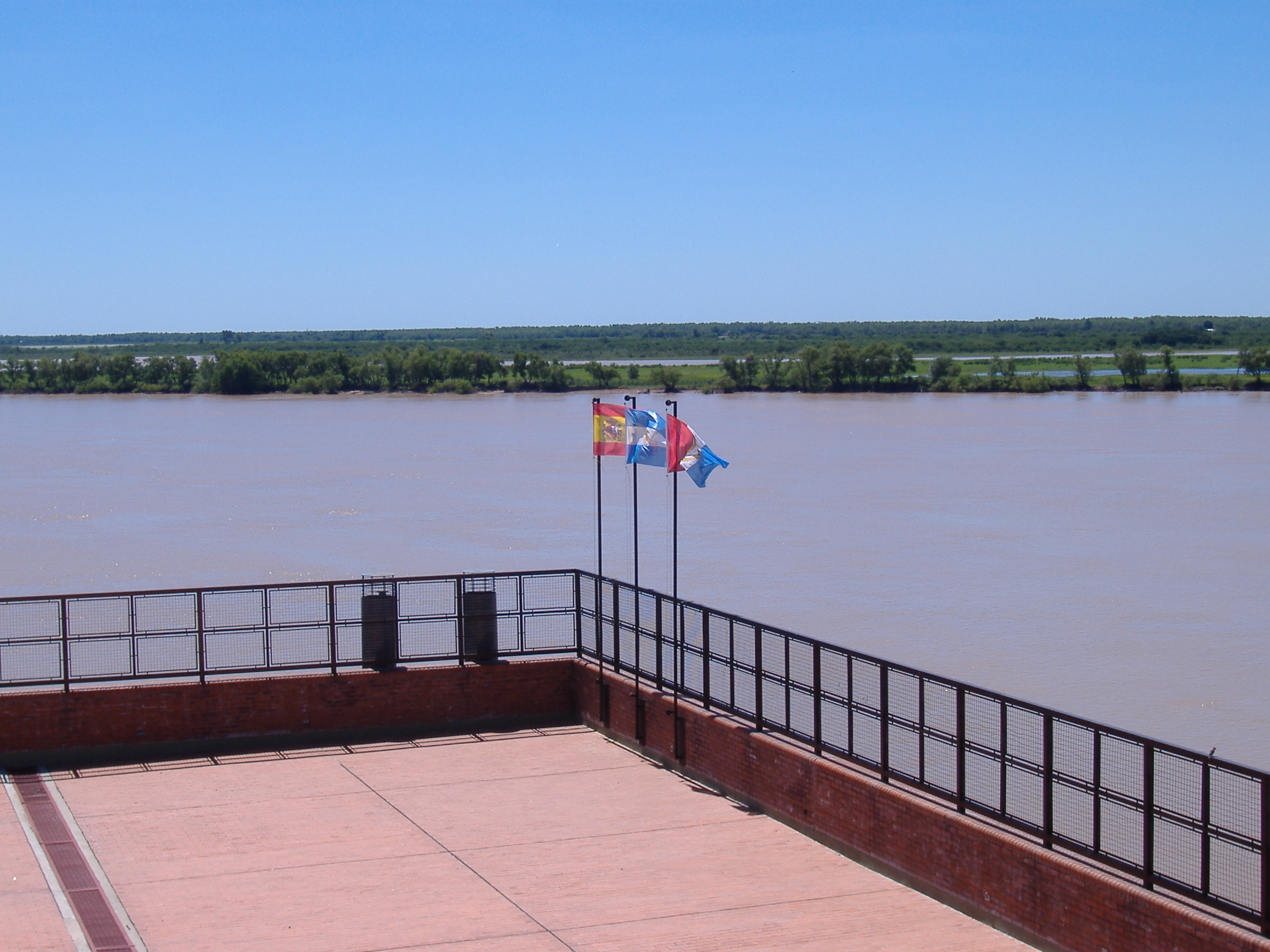
Vista del Río Paraná con la presencia de las banderas, de izquierda a derecha, de España, Argentina y Santa Fe
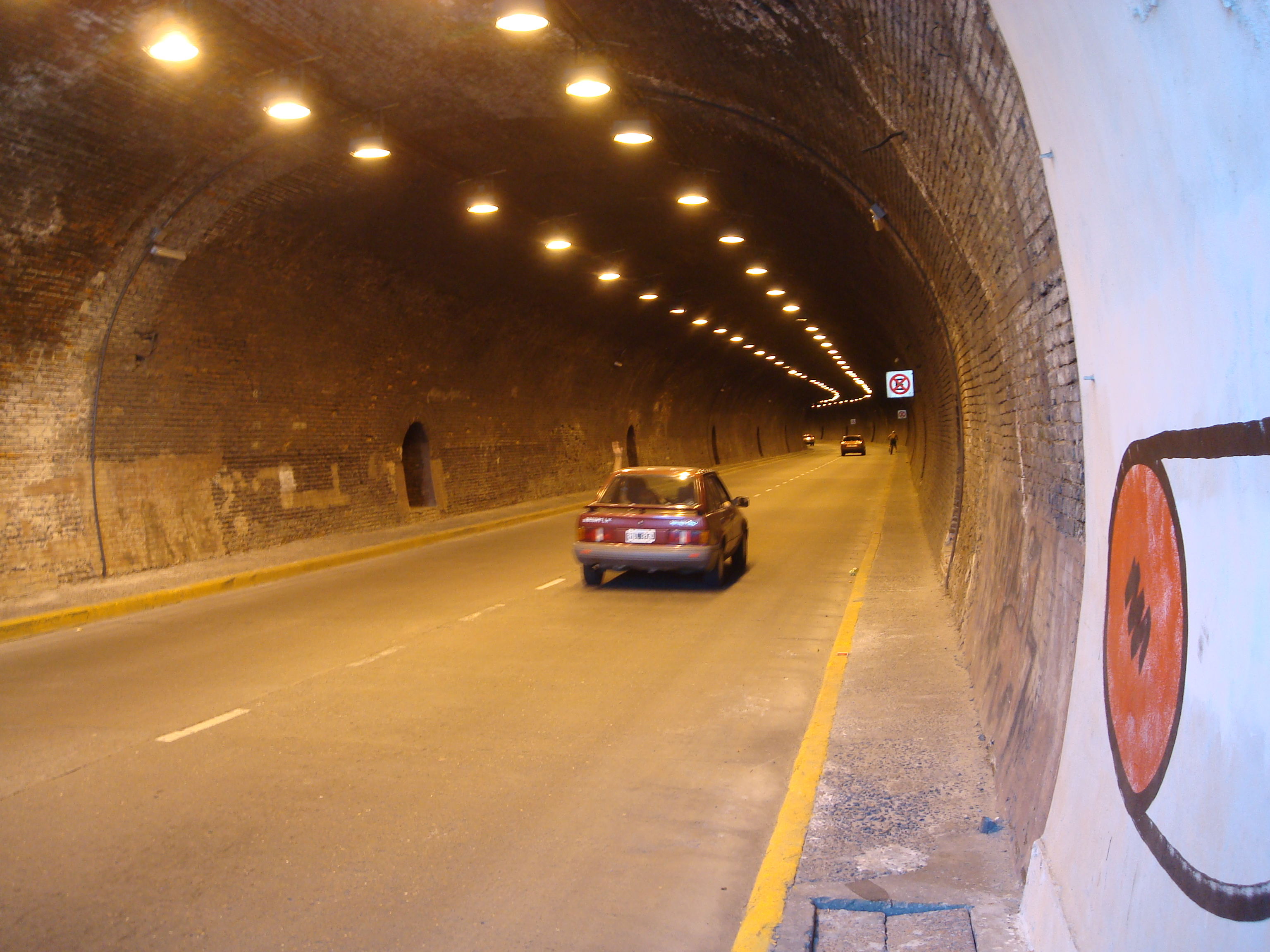
Túnel para el tránsito debajo del parque
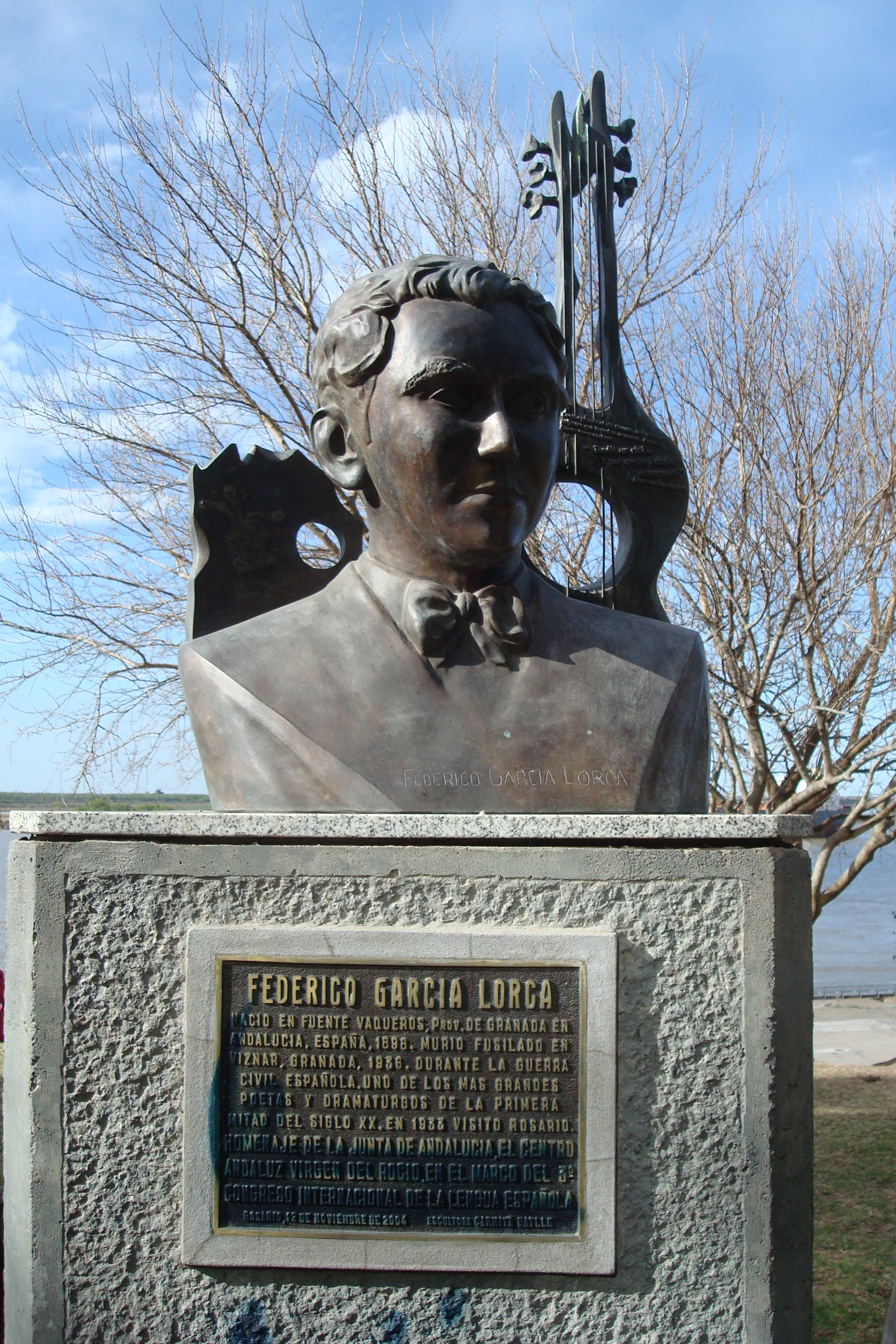
El poeta Federico García Lorca
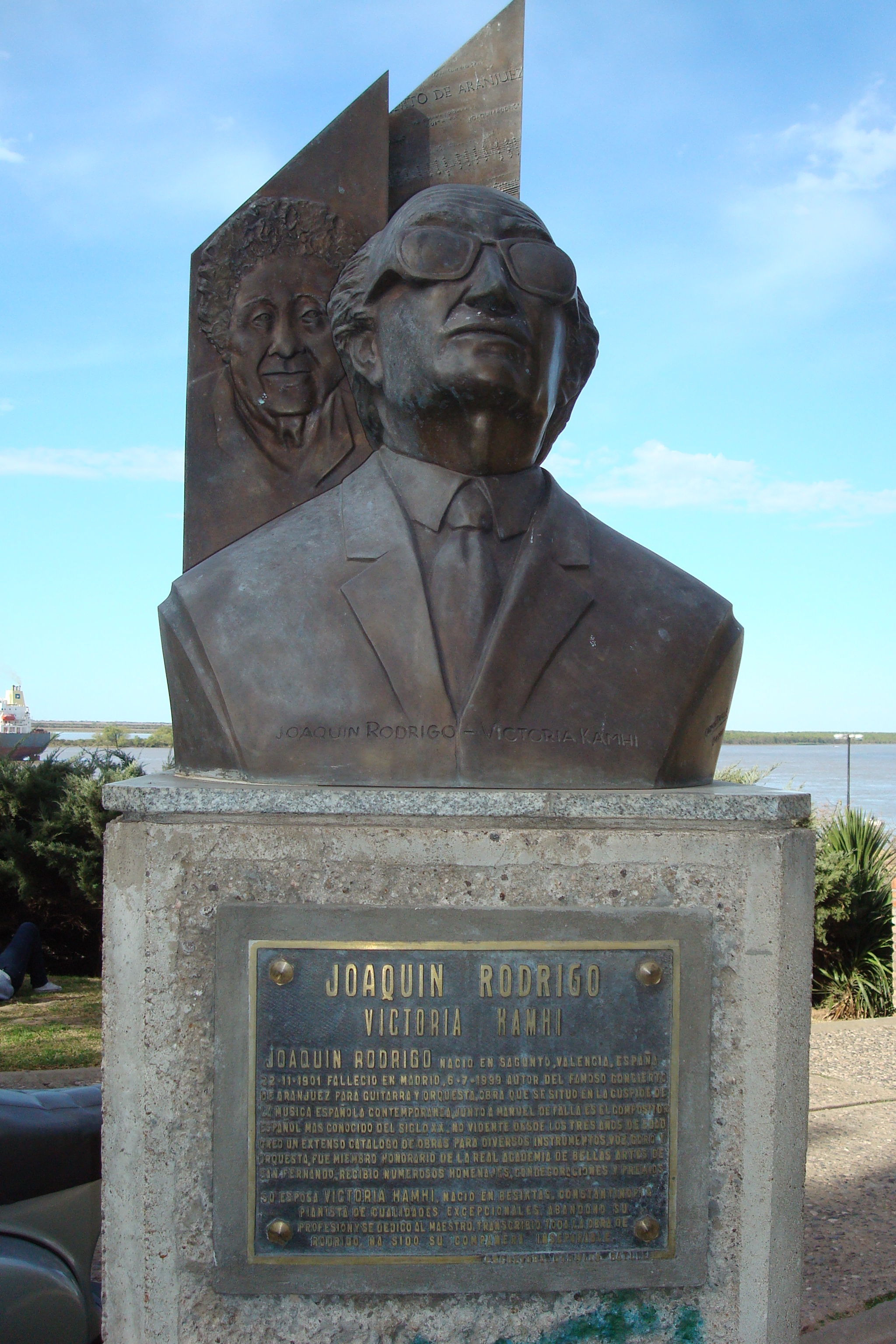
El compositor Joaquín Rodrigo